# Кросненський повіт (Любуське воєводство)
Кросненський повіт (пол. powiat krośnieński) — один з 12 земських повітів Любуського воєводства Польщі.
Утворений 1 січня 1999 року в результаті адміністративної реформи.

## Загальні дані
Повіт знаходиться у західній частині воєводства.
Адміністративний центр — місто Кросно-Оджанське.
Станом на 1.01.2008 населення становить 56 297 осіб, площа 1391,25 км².

## Географія
Річки: Грижинка, Лом'янка.